# Festool
Festool er en tysk producent af maskinværktøj fra Tyskland Festool Group GmbH & Co. KG ligger i Wendlingen, og det er et datterselskab til TTS Tooltechnic Systems holding company. Selskabet er kendt for sin systembaserede tilgang til værktøj og fokus på fjernelse af støv.
Selskabet blev grundlagt af Gottlieb Stoll og Albert Fezer i 1925 under navnet Fezer & Stoll. Firmaet fremstillede verdens første transportable motorsav i 1927. Firmaets navn blev forkortet til Festo i 1933. Festo grundlagde Festo Tooltechnic i 1992, og power tool-divisionen blev oprettet som det selvstændige firma Festool i 2000. Firmaet er delvist privatejet af slægtninge af medgrundlæggeren Gottlieb Stoll.